# Phostria rotundalis
Phostria rotundalis là một loài bướm đêm trong họ Crambidae.